# Roquestéron-Grasse
Roquestéron-Grasse település Franciaországban, Alpes-Maritimes megyében. Lakosainak száma 66 fő (2022. január 1.). Roquestéron-Grasse Aiglun, Conségudes, Coursegoules, Gréolières, Roquestéron és Sigale községekkel határos.

## Népesség
A település népessége az elmúlt években az alábbi módon változott:
| Lakosok száma | 40   | 59   | 59   | 62   | 79   | 77   | 77   | 68   | 64   | 66   |
|               | 1968 | 1982 | 1990 | 2006 | 2013 | 2015 | 2017 | 2019 | 2020 | 2022 |